# Pattaya Women's Open 2005
Il Pattaya Women's Open 2005 è stato un torneo di tennis giocato sul cemento. È stata la 14ª edizione del Pattaya Women's Open, che fa parte della categoria Tier IV nell'ambito del WTA Tour 2005. Si è giocato a Pattaya in Thailandia, dal 31 gennaio al 6 febbraio 2005.

## Campioni

### Singolare
Conchita Martínez ha battuto in finale  Anna-Lena Grönefeld con il punteggio di 6–3, 3–6, 6–3

### Doppio
Marion Bartoli /  Anna-Lena Grönefeld hanno battuto in finale  Marta Domachowska /  Silvija Talaja con il punteggio di 6–3, 6–2